# Nové Jesenčany

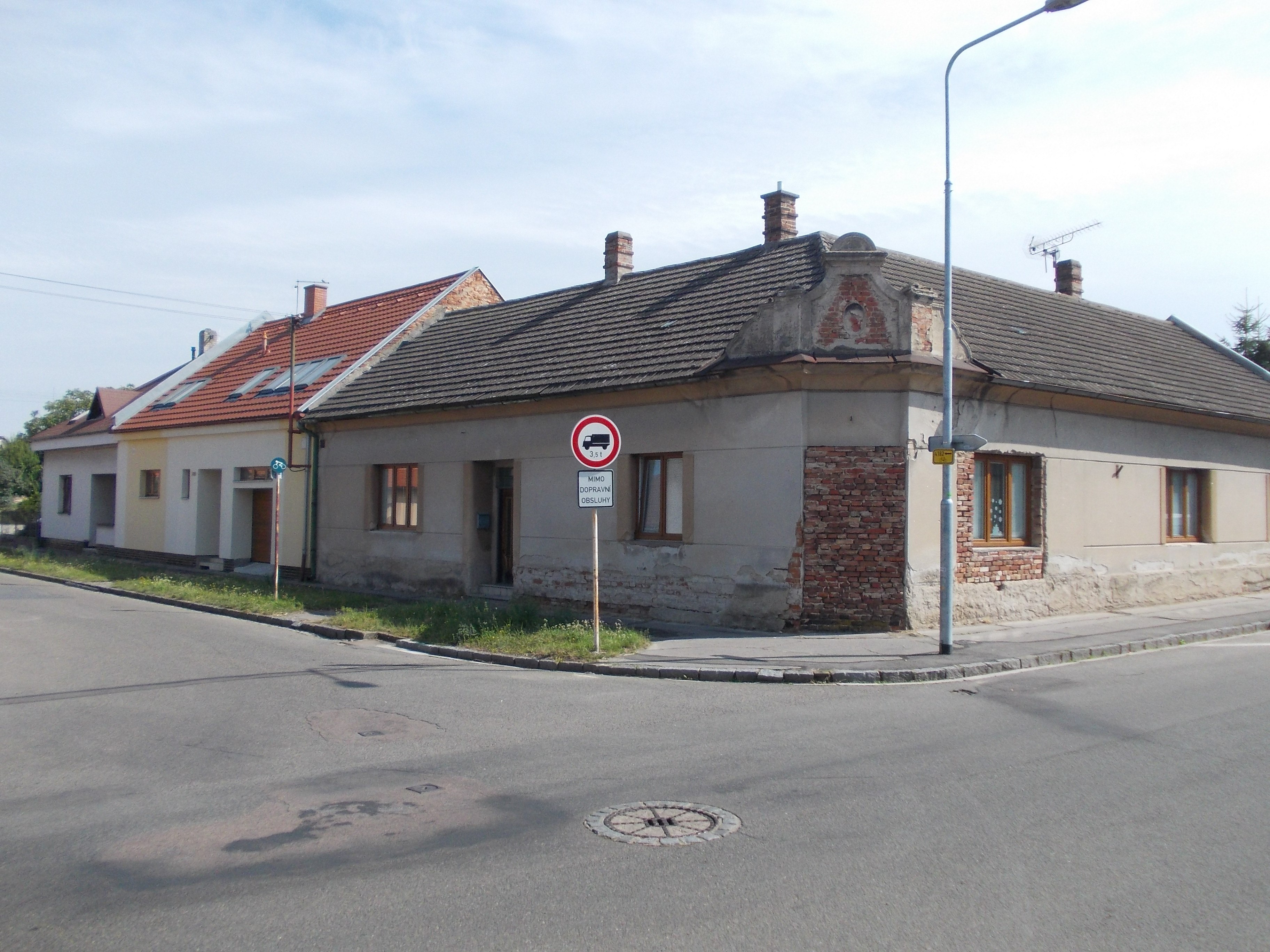
Reihenhäuser in Nové Jesenčany

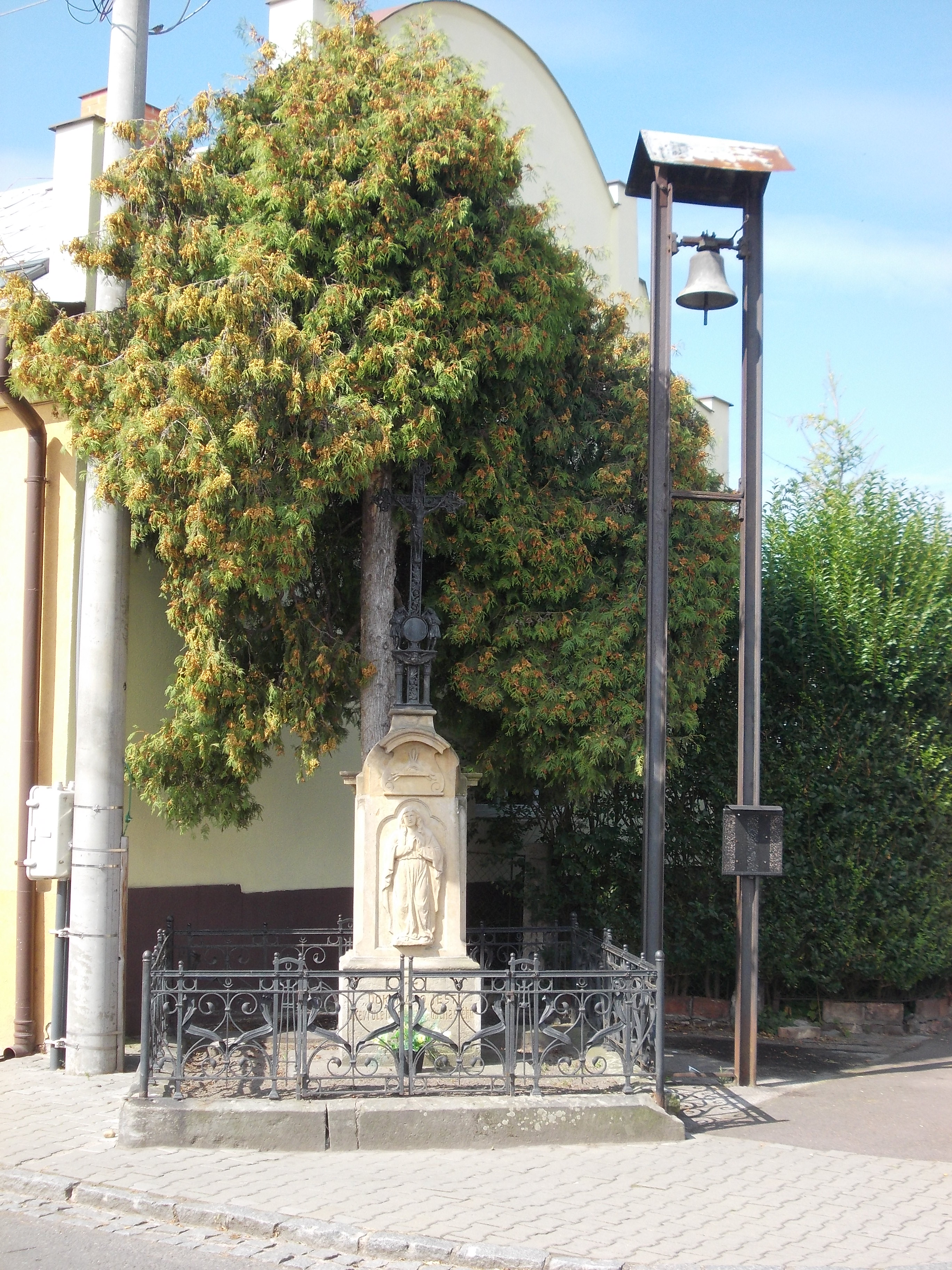
Kreuz und Dorfglocke

Nové Jesenčany (deutsch Neu Jesnitschan) ist ein Ortsteil der Stadt Pardubice im Okres Pardubice, Tschechien. Er liegt zweieinhalb Kilometer südlich des Stadtzentrums von Pardubice und gehört zum Stadtteil Pardubice V.

## Geographie
Nové Jesenčany befindet sich rechtsseitig des Baches Jesenčanský potok auf der Heřmanoměstecká tabule (Hermannstädtler Tafel). Am westlichen und südlichen Ortsrand verlaufen die Staatsstraße I/37 zwischen Pardubice und Chrudim sowie die Bahnstrecke Havlíčkův Brod–Pardubice. Westlich liegt der Flughafen Pardubice, im Nordwesten die Pferderennbahn Pardubice.
Nachbarorte sind Dukla und Skřivánek im Norden, Jesničánky im Nordosten und Osten, Dražkovice im Südosten, Blato und Staré Jesenčany im Süden, Třebosice, Starý Mateřov und Hladíkov im Südwesten, Nové Čívice, Staré Čívice und Popkovice im Westen sowie Svítkov im Nordwesten.

## Geschichte
Im Zuge der Raabisation wurde zwischen 1780 und 1783 nördlich von Jesničany auf der Teichstätte des trockengelegten Jesnitschaner Teiches (Jesenčanský rybník) die Dominikalsiedlung Neu-Jesnitschan angelegt. Sie bestand aus vier Chaluppen und zwei Baracken. Die Siedler waren Emigranten aus Schlesien und der Grafschaft Glatz, die vor dem preußischen Joch nach Böhmen ausgewandert waren. Die Siedlung wuchs noch weiter nach Norden, die auf Pardubitzer Gemarkung westlich der Chrudimer Straße errichteten sechs Häuser wurden Klein-Jesnitschan genannt.
Im Jahre 1835 war die im Chrudimer Kreis gelegene und aus sechs Häusern bestehende Streusiedlung Neu-Jesnitschan nach Groß-Jesnitschan konskribiert. Pfarrort war Třebositz. Bis zur Mitte des 19. Jahrhunderts blieb Neu-Jesnitschan der k.k. Kameralherrschaft Pardubitz untertänig.
Nach der Aufhebung der Patrimonialherrschaften bildeten Nové Jesničany / Neu-Jesnitschan und Staré Jesničany / Alt-Jesnitschan ab 1849 die Gemeinde Jesničany / Jesnitschan im Gerichtsbezirk Pardubitz. Ab 1868 gehörte das Dorf zum Bezirk Pardubitz. Zwischen 1868 und 1871 wurde die Bahnstrecke Deutschbrod–Pardubitz angelegt, sie führte jedoch ohne Halt an dem Dorf vorbei. 1869 hatte Nové Jesničany 43 Einwohner und bestand aus sechs Häusern. Bis 1890 änderte sich daran kaum etwas. In den 1890er Jahren begann der Ausbau der Streusiedlung zu einem Vorort der Stadt Pardubitz, von den ursprünglichen Holzhäusern blieben nur zwei erhalten. 1897 wurde Nové Jesničany nach Pardubitz umgeschult. Im Jahre 1900 lebten in Nové Jesničany 621 Menschen, 1910 waren es 1050. In dieser Zeit wuchs Nové Jesničany mit Skřivánek, dem südlichen Viertel der Grünen Vorstadt zusammen. Mit Wirkung zum 2. September 1920 wurde die Trennung der Gemeinde Jesničany in zwei Gemeinden Staré Jesničany und Nové Jesničany genehmigt. Auf Anregung des aus der Gemeinde stammenden Chrudimer Gymnasialprofessors für tschechische Sprache Jan Markalous, der im Ortsnamen Jesničany / Jesnitschan einen Germanismus sah, verfügte die Linguistische Kommission in Prag zum 1. April 1922 die Änderung der beiden Gemeindenamen in Staré Jesenčany  und Nové Jesenčany. Während der Ersten Republik wurde südlich von Popkovice der Militärflugplatz Pardubice angelegt. 1930 bestand die Gemeinde aus 122 Häusern und hatte 1017 Einwohner. Im Zuge der Schaffung eines „Groß-Pardubitz“ wurde Nové Jesenčany auf Beschluss des Innenministeriums vom 21. September 1943 nach Pardubitz eingemeindet. Nach dem Ende des Zweiten Weltkrieges ordnete das Innenministerium 1946 den Fortbestand des während der Besatzungszeit geschaffenen Konglomerats “Velké Pardubice” an. Bei der Neugliederung der Stadt wurde Nové Jesenčany im Juni 1949 dem II. Stadtbezirk zugeordnet. Nach dem Februarumsturz von 1948 begann die Erweiterung des Militärflugplatzes auf die südlich der Pardubitzer Pferderennbahn gelegenen Fluren von Staré Jesenčany, 1952 musste die Bahnstrecke Havlíčkův Brod–Pardubice an die Gemarkungsgrenze von Nové Jesenčany verlegt werden. Beim Zensus von 2001 bestand Nové Jesenčany aus 162 Häusern und hatte 527 Einwohner.

## Ortsgliederung
Der Ortsteil Nové Jesenčany gehört zum Stadtteil Pardubice V.
Nové Jesenčany bildet einen Katastralbezirk.

## Sehenswürdigkeiten
- Hölzerner Glockenbaum
- Gusseisernes Kreuz auf Sandsteinsockel